# Drapetis angustata
Drapetis angustata är en tvåvingeart som beskrevs av Collin 1922. Drapetis angustata ingår i släktet Drapetis och familjen puckeldansflugor.
Artens utbredningsområde är Seychellerna. Inga underarter finns listade i Catalogue of Life.